# Tantilla bocourti
Tantilla bocourti (чорноголова змія Бокура) — вид змій родини полозових (Colubridae). Ендемік Мексики.

## Поширення і екологія
Чорноголові змії Бокура мешкають на північному сході Сіналоа, на півдні Дуранго, на заході Сакатекасу, в Халіско, Колімі, Агуаскальєнтесі, Гуанахуато, на півдні Керетаро, в Ідальго, Мехіко, Герреро, Морелосі, Пуеблі та у Веракрусі. Вони живуть в сосново-дубових лісах та в широколистяних тропічних лісах. Зустрічаються на висоті від 1500 до 2200 м над рівнем моря.